# Proevippa lightfooti
Proevippa lightfooti là một loài nhện trong họ Lycosidae.
Loài này thuộc chi Proevippa. Proevippa lightfooti được William Frederick Purcell miêu tả năm 1903.